# Епархия Амаргозы
Епархия Амаргозы (лат. Dioecesis Amargosensis) — епархия Римско-Католической церкви с центром в городе Амаргоза, Бразилия. Епархия Амаргозы входит в митрополию Сан-Салвадор-да-Баия. Кафедральным собором епархии Амаргозы является церковь Пресвятой Девы Марии Доброго Совета.

## История
10 мая 1941 года Римский папа Пий XII учредил епархию Амаргозы, выделив её из apxиепархии Сан-Салвадор-да-Баия.
27 июля 1957 года епархия Амаргозы передала часть своей территории епархии Витория-да-Конкисты.
7 ноября 1978 года епархия Амаргозы передала часть своей территории епархии Жекие.

## Ординарии епархии
- епископ Floréncio Cicinho Vieira (1942—1969)
- епископ Alair Vilar Fernandes de Melo (1970—1988)
- епископ João Nílton dos Santos Souza (1988 — по настоящее время)

## Источник
- Annuario Pontificio, Ватикан, 2007